# Tada Minami

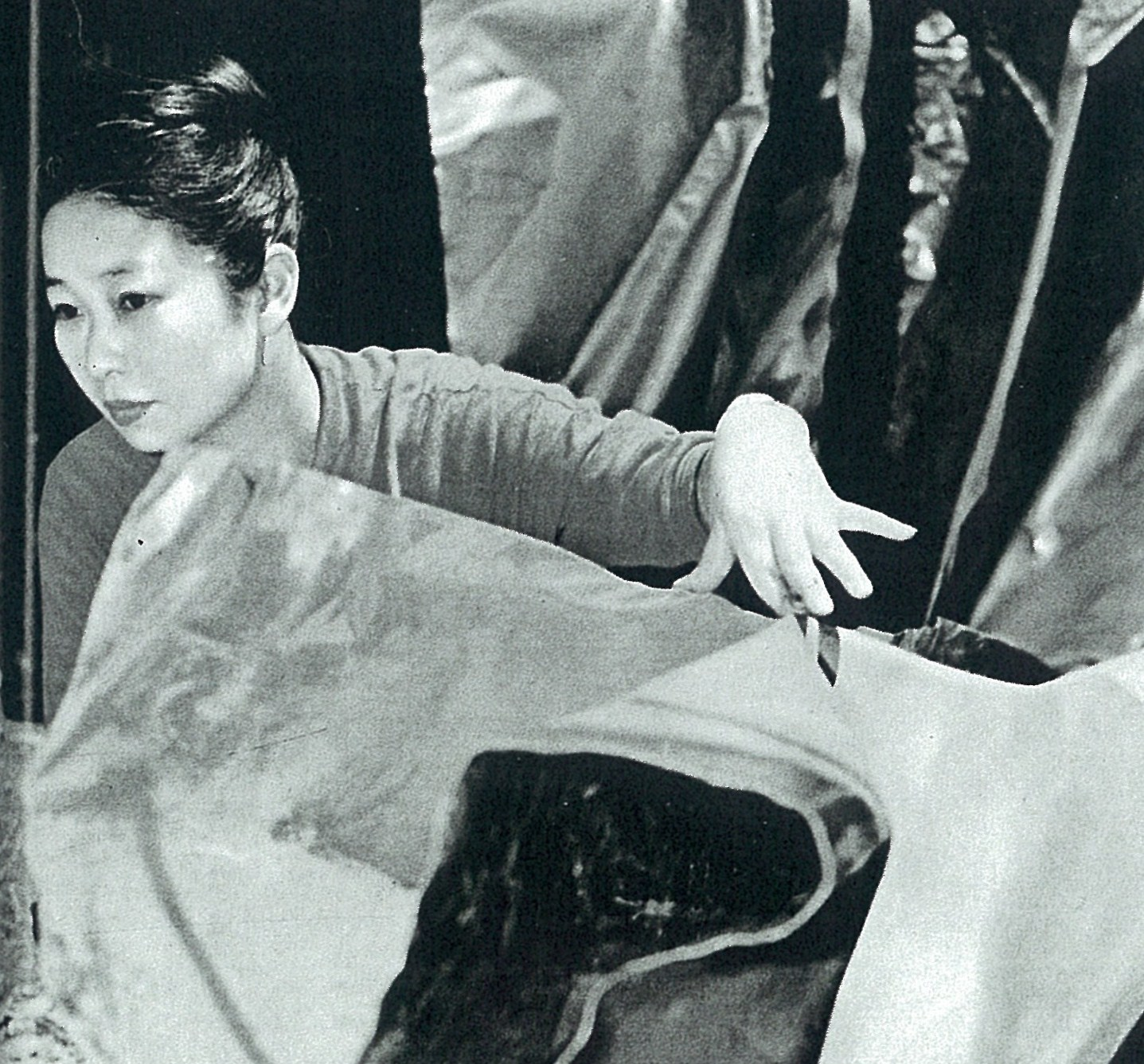
Minami Tada in den 1960er Jahren

Tada Minami (japanisch 多田 美波; geboren 11. Juli 1924 in Kaohsiung Taiwan; gestorben 20. März 2014 in Suginami Präfektur Tokio) war eine japanische Künstlerin und Designerin. Sie gestaltete abstrakte dreidimensionale Großraumplastiken aus Aluminium, Edelstahl und Acryl und bezieht bei der Gestaltung die Lichtreflexion mit ein. Repräsentativ für ihr Schaffen ist die Serie „Frequency“. Ihre Plastiken zieren viele bekannte Gebäude. Minami wurde mit zahlreichen Preisen ausgezeichnet.

## Leben und Schaffen
Minami studierte an einer Kunstfachschule für Frauen (heute: Joshibi University of Art and Design), die sie 1944 im Fach westliche Malerei abschloss. 1958 und 1969 stellte sie bei der Nikka-ten aus und erhielt den Sonderpreis. 1962 gründete sie die Tada Minami kenkyūsho (多田美波研究所, „Tada Minami Associate“).
Ihre Werke zieren, sowohl als Plastiken wie auch als Relief für die Fassadengestaltung, beispielsweise den Kaiserpalast in Tokio, das Rihga Royal Hotel, die japanische Botschaft in Washington, das Rathaus in Kawachinagano. Neben Plastiken hat Minami sich zudem mit Malerei, Industrie- und Umweltdesign befasst.
1988 wurde sie mit der Ehrenmedaille am violetten Band, 1994 mit dem Orden der Edlen Krone ausgezeichnet. 2012 wurde sie zur Ehrendoktorin der Joshibi-Kunsthochschule ernannt.
Minami starb 2014 im Alter von 89 Jahren im Krankenhaus im Stadtbezirk Suginami an einer Lungenentzündung.

## Werke (Auswahl)
- 1969 Phase-Space 6943[2]
- 1980 Jikū (時空, Space Time)[3]

## Ausstellungen
- 1965 The 1st Exhibition of Contemporary Japanese Sculpture, Skulptur: Shūhasū37306560 (周波数37306560, Frequency 37306560), Glas und Aluminium,   50×150×90　cm[4]
- 1969 The 3th Exhibition of Contemporary Japanese Sculpture, Skulptur: „Aufheben“, Frequenz 37306560, Acryl,   400×200×100　cm[5]
- 1971 The 4th Exhibition of Contemporary Japanese Sculpture, Skulptur: Chōkūkan (超空間, Hyperspace), Acryl,     200×12×200　cm[6]
- 1973 The 5th Exhibition of Contemporary Japanese Sculpture, Skulptur: Mizu to kūki no setsumen (水と空気の接面), Polyethylenschaum, 100 Teile 100×100×3　cm[7]
- 1975 The 6th Exhibition of Contemporary Japanese Sculpture, Skulptur: Tenshō (天象), Acrylharz,   178×220×16　cm[8]
- 1976 The 7th Exhibition of Contemporary Japanese Sculpture, Skulptur: Sōkyokushi (双極子, Dipol), Edelstahl, Eisen und Glas,     165×325×325　cm[9]
- 1979 The 8th Exhibition of Contemporary Japanese Sculpture, Skulptur: Chiaroscuro, Edelstahl und gehärtetes Glas, 200 × 400 × 300 cm[10]
- 1981 The 9th Exhibition of Contemporary Japanese Sculpture, Skulptur: Jikū II (時空 II, Space Time II), Edelstahl und Beton,   292×330×600　cm[11]